# Lalaye
Lalaye település Franciaországban, Bas-Rhin megyében. Lakosainak száma 491 fő (2022. január 1.). Lalaye Bassemberg, Fouchy, Maisonsgoutte, Steige és Urbeis községekkel határos.

## Népesség
A település népességének változása:
| Lakosok száma | 436  | 459  | 479  | 471  | 476  | 478  | 482  | 487  | 491  |
|               | 2013 | 2015 | 2016 | 2017 | 2018 | 2019 | 2020 | 2021 | 2022 |